# Carl Gottlob von Egidy

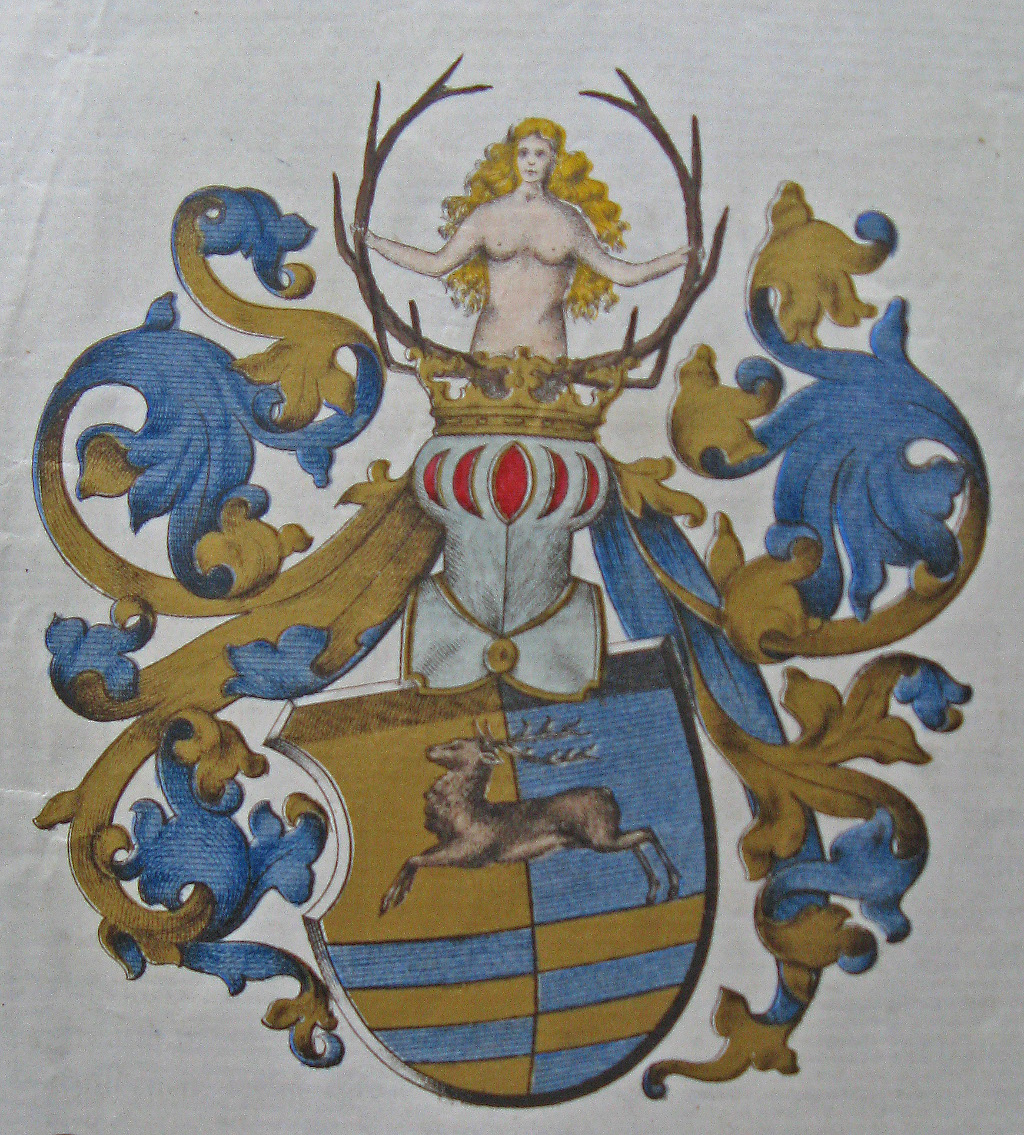
Wappen der Familie von Egidy

Hans (Otto) Carl Gottlob von Egidy (* 28. Oktober 1756 auf dem Rittergut Sachsendorf bei Wurzen; † 13. Oktober 1814 in Gera) war ein kursächsischer Offizier sowie fürstlich-reußischer Marschkommissar und Stadthauptmann von Gera.

## Herkunft und Familie
Carl Gottlob von Egidy entstammte dem Adelsgeschlecht von Egidy. Er war der Sohn des Erb-, Lehn- und Gerichtsherrn auf Sachsendorf bei Wurzen und kursächsischen Offiziers, Otto Gottlob von Egidy (1718–1788) und dessen Johanna Christiane geb. von Döring (1727–1788), Tochter des königlich-polnischen und kursächsischen Rittmeisters Johann Christoph von Döring auf Sachsendorf und Wäldgen und dessen Ehefrau Friederike Magdalene geb. von Karras.
Von Egidy heiratete am 13. Oktober 1785 in Gera Auguste Henriette Christiane Luise von Bonin (1763–1845), Tochter des großfürstlich-reußisch-plauenschen Gesamtrats, Kanzlers und Konsistorialpräsidenten Christian Friedrich Heinrich von Bonin (1730–1801) und dessen Ehefrau Luise Amalie geb. von Dieskau aus dem Hause Kitzen (1743–1826). Das Paar hatte zwölf Kinder, von denen drei Söhne im Kindesalter starben.

## Leben und Wirken
Von Egidy trat 1771, im Alter von 16 Jahren in das sächsische Kadettenkorps in Dresden ein, wie bereits fünf andere Familienmitglieder vor ihm und weitere 25 nach ihm. Dort wurde er auf den Militärdienst in der kurfürstlich-sächsischen Armee vorbereitet, wo er einige Jahre als Offizier im ersten Leutnantsdienstgrad, als Sous-Lieutenant im Regiment von Le Coq diente.
Nach dem großen Stadtbrand von 1780, der einen Großteil der historischen Altstadt von Gera zerstörte, ging von Egidy an den dortigen fürstlichen-reußischen Hof der jüngeren Linie, wo er zum Stadthauptmann von Gera ernannt wurde. Zu der Zeit, als die Linie Lobenstein der Familie Reuß den Fürstentitel erhielt, geschah in der Herrschaft Gera eine Bauernrevolte aufgrund der dortigen Einführung des Sterbelehns, das oft eine schwere Last für Bauerngüter war. Als am 14. September 1790 aufgebrachte Bauern ihren Marsch auf Gera begannen, ritt von Egidy als Stadtkommandant der Menge entgegen und konnte die Bauern dazu bewegen, die Stadt ruhig zu betreten, worauf die Bauern zum Regierungshof in Gera zogen.
Als Stadthauptmann war von Egidy Kommandeur aller militärischen Einheiten der Stadt Gera. Außerdem erhielt er das Amt des Marschkommissars, womit er für die Unterbringung und Verpflegung durchziehender Truppen durch die Herrschaft Gera verantwortlich war. Dieses Amt wurde gerade in der Zeit der Napoleonischen Kriege erfahrenen Offizieren übergeben. Die Leitung des Marschkommissariats hatte er 1812, zwei Jahre vor seinem Tod zusammen mit dem fürstlich-reußischen Rat Johann Christian Andreas Weissenborn inne.
Überliefert ist von Egidys Leidenschaft zum Wandern. So bestieg er zusammen mit dem Oberforstmeister von Landwüst sowie Johann Carl Christian König aus Braunschweig am 21. August 1788 den Brocken, wo er sich im Brockenbuch verewigte.